# バッドナイス常田
バッドナイス常田（バッドナイスつねだ、1988年4月5日 -）は、ワタナベエンターテインメントに所属する日本のお笑いタレント。本名は常田 功（つねだ いさお）、通称「バッツネ」。
富山県出身。

## 略歴
富山県の滑川高校を卒業後、芸の道に進むと決意して上京。2007年、最初はNSC（吉本総合芸能学院）東京校に13期生として入学。しかしNSC時代は授業に5回も遅刻したのが元で、その年の夏には卒業資格を失う。その後もNSCには通い、月1～2回ほどインディーズのライブに出演した後、2009年4月に改めてワタナベコメディスクール10期生として入学（2010年3月卒業）。2009年4月にコンビ『ムービングボール』を結成するが、約6か月で解散。2009年9月にはワタナベコメディスクールの同期生とコンビ『スナッチ』を結成、スナッチ時代にはキングオブコント2010にて3回戦進出の経験がある。スナッチも約1年で解散。その後はピンで活動していたが、2013年にワタナベコメディスクールの同期生であかいらかを解散した内田英輔とコンビ『つねうち』を結成。つねうちは2015年9月に『バッドナイス』に改名。バッドナイスは東京・表参道GROUNDで開催の若手ネタバトルライブ『NEWCOMER!』の2016年2月9日の回で初優勝。コンビ『バッドナイス』とピンでの活動を共に行っていた。
2019年1月27日、相方の内田が引退することによりバッドナイスを脱退。以後、常田は再びピン芸人としての活動となる（バッドナイスの解散に伴い、コンビ名を引き継いで現芸名になったわけではなく、コンビ時代から正式芸名として活動していた）。
「バッドナイス」の名前の由来は、東京都杉並区高円寺に実在する「BAD-NICE」という理髪店から取ったもの。

## 芸風
ピンでのネタは『太陽の恵みで育てたコント』、『○○（主に、職業が入る）から教えてもらった話』などと最初に紹介してから行うことが多い。コントの形式は複数の登場人物を1人で演じるというものでその全てのキャラクターが気だるそうな独特の間合いで喋る。また、殆どのコントでオヤジと呼ばれるキャラクターが存在する。関根勤、関根麻里、斎藤工、ゲスの極み乙女。のメンバーなどはお気に入りの芸人として常田を挙げており、関根麻里は「世界観が独特でじわじわと味になり、展開も予測不能」、斎藤は「世界観がすごいのに、それが人に伝わらない」、ゲスの極み乙女。は「間が独特で、台詞回しが全部同じ」とそれぞれ評価している。このつながりから、ゲスの極み乙女。のアルバム『両成敗』の特典映像にも常田が出演している。

## 人物
趣味は映画鑑賞（特に細田守作品、新海誠作品、M・ナイト・シャマラン作品、ピクサー作品、サスペンス映画）。『ピンポン』を観て以来窪塚洋介に憧れ、ネタでのゆっくりとしたような口調も窪塚に影響を受けてのものという。漫画（特に『ONE PIECE』、『キングダム』、『HUNTER×HUNTER』、『あの日見た花の名前を僕達はまだ知らない。』、『STEINS;GATE』）、ゲーム（特に『実況パワフルプロ野球』）、ラップの作詞作曲。
特技はソフトテニス（中学生時代3年間やっており、地区大会で3回戦に進出した経験あり）、野球、卓球、スキー（小学生時代から高校生時代までやっていた）。三国志の知識が豊富なこと、KAT-TUNの歌真似。
高校時代には、9人組で『鬼流』という暴走族を結成していたが本人曰く「モテたいから」という理由で始めたものであり、本格的な暴走行為はせず民家などのないダムの周辺を走っていたとのこと。ある日に「街中での本格的な暴走行為を行っている他のグループが鬼流の噂を聞きつけ乗り込んでくるらしい」という話を聞き、その日のうちに鬼流は解散した。
高校の同級生に千葉ロッテマリーンズの石川歩がいる。
日本商工会議所主催珠算能力検定3級の資格有り。
ワタナベコメディスクールの半期先輩のあばれる君を“師匠”としている。あばれる君のことは「ばれるさん」と呼んでいる。

## 出演
※コンビ「バッドナイス」での出演については、バッドナイス#出演の節を参照。

### テレビ
- カスペ!「マジか!?超金持ちお坊ちゃんお嬢さんvs超貧乏芸人」（フジテレビ）- 2013年3月5日
- 東京★漫才コレクション（テレビ東京）- 2013年7月7日
- PON!（日本テレビ）- 2014年6月9日、2015年5月19日
- パチFUN!（テレビ埼玉他）
- ポケモンゲット☆TV（テレビ東京）- 2014年12月7日
- 人生が変わる1分間の深イイ話（日本テレビ）- 2015年3月23日
- 行列のできる法律相談所（日本テレビ）- 2015年4月19日
- 真実解明バラエティー!トリックハンター（日本テレビ）- 2015年10月14日、2015年11月25日
- コレ考えた人、天才じゃね!? 〜今すぐ役立つ生活の知恵、集めました〜（テレビ東京）- 2015年11月25日
- 関ジャム 完全燃SHOW（テレビ朝日）- 2016年1月10日
- メレンゲの気持ち（日本テレビ）- 2016年1月16日
- ナカイの窓（日本テレビ）- 2016年1月27日
- シューイチ（日本テレビ）- 2016年8月21日「ブレイクちょい前芸人」コーナー
- さんまのお笑い向上委員会（フジテレビ）- 2016年8月27日～　以降ほぼ毎週出演
- お願い!ランキング（テレビ朝日）- 2016年11月1日・11月2日・11月4日・11月8日・11月10日・11月16日・11月22日（以上「お願い!マンピンコン」出演）、2016年12月23日（「第3回フリースタイルギャグファイトNo.1決定戦」）
- 内村てらす（日本テレビ）- 2016年11月3日・11月10日
- 『ぷっ』すま（テレビ朝日）- 2016年11月19日
- ゴールドラッシュ イロモネアへの道（TBS）- 2016年12月26日深夜
- めちゃ²イケてるッ!（フジテレビ）-2017年2月18日
- 陸海空 こんな時間に地球征服するなんて（テレビ朝日）-2017年4月11日〜
- 水曜日のダウンタウン（TBS）-2018年6月13日
- オールスター後夜祭（2019年4月7日[20]、TBS）
- 歴史秘話ヒストリア（網走監獄 最果ての苦闘、NHK）[21]-2019年11月13日[22]
- ダブルベッド Episode2（TBS） - 2019年12月5日～2020年1月16日
- なりゆき街道旅（フジテレビ） - 不定期出演

### ドラマ
- 警視庁アウトサイダー 第2話（2023年1月12日、テレビ朝日） - 大越 役

### 映画
- 短編映画『バランサー』（斎藤工 企画・製作作品）[23]

### ラジオ
- TAKUMIZM（bayfm）- 2014年3月1日、2016年1月16日
- KUSUKUSU（bayfm）- 2014年
- 三四郎のオールナイトニッポンシリーズ（ニッポン放送）- 不定期出演

### ウェブ放送
- 発掘! ブレイクネタ 芸人!芸人!!芸人!!!（BeeTV）

### 映像作品
- ゲスの極み乙女。 2nd Album「両成敗」初回限定盤DVD（2016年1月13日発売）